# Дровенниково
Дровенниково — деревня в Кирилловском районе Вологодской области.
Входит в состав Чарозерского сельского поселения, с точки зрения административно-территориального деления — в Чарозерский сельсовет.
Расположена в полукилометре северо-восточнее деревни Сергеево около реки Модлона.
Расстояние по автодороге до районного центра Кириллова — 85 км, до центра муниципального образования Чарозера — 9,5 км.
По данным переписи в 2002 году постоянного населения не было.